# El Pedró de Rajols
El Pedró de Rajols és una muntanya de 1.194 metres que es troba al municipi de Tavertet, a la comarca d'Osona.